# Twister (berg- och dalbana)
Twister är en berg- och dalbana på Gröna Lund, som hade premiär i maj 2011. Twister är delvis byggd i trä och tillverkades av The Gravity Group. Längdgränsen är 120 cm, högsta hastigheten 61 km/h och man utsätts för drygt 3 G. Banan är 480 m lång och högsta punkten 15,25 m. Twister trafikeras av två tåg med tolv sittplatser i varje.